# Martha McSally

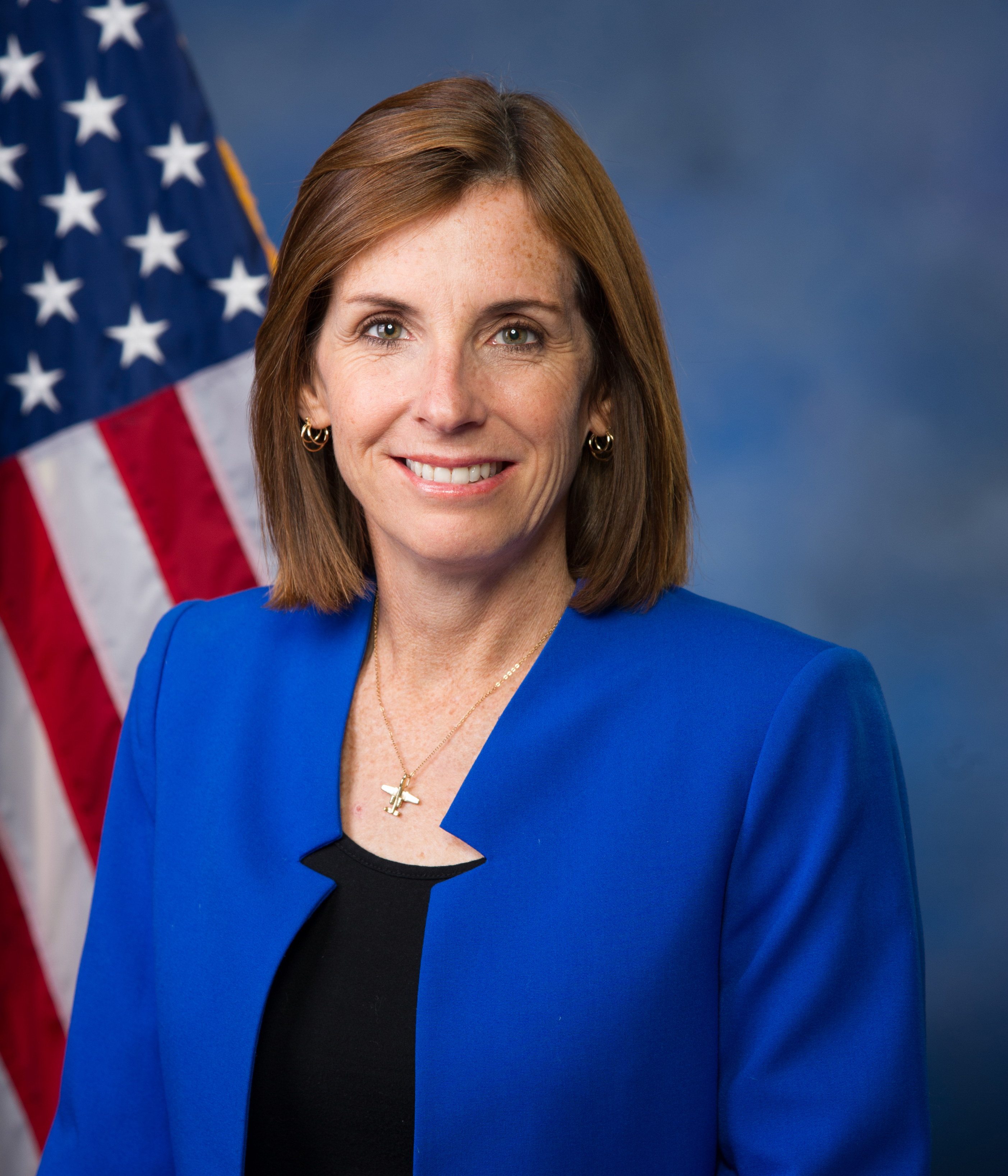
Martha McSally (2015)

Martha McSally (* 22. März 1966 in Warwick, Rhode Island) ist eine amerikanische Politikerin der Republikanischen Partei. 2019 wurde sie als Interimssenatorin Arizonas für den Sitz des verstorbenen John McCain ernannt, nachdem sie bei der Senatswahl 2018 der Demokratin Kyrsten Sinema unterlegen war und der bisherige Interimssenator Jon Kyl zurückgetreten war. Von 2015 bis 2019 hatte sie den 2. Kongresswahlbezirk Arizonas im US-Repräsentantenhaus vertreten. Bei der Senatswahl am 3. November 2020 unterlag sie Mark Kelly.

## Familie, Ausbildung und Beruf
Martha McSally besuchte die St. Mary Academy in Riverside. Im Jahr 1988 absolvierte sie die United States Air Force Academy und dann die Harvard Kennedy School. Anschließend diente sie bis 2010 als Pilotin in der US Air Force. Dabei stieg sie bis zum Oberst auf. Sie war die erste Frau der US Air Force, die einen militärischen Kampfeinsatz flog. Ihr Einsatzgerät war die Fairchild-Republic A-10. Während einer Stationierung in Saudi-Arabien klagte sie erfolgreich gegen eine Bekleidungsvorschrift des US-Verteidigungsministeriums, die weiblichen Militärangehörigen in Saudi-Arabien das Tragen der Abaya auferlegte. Im März 2019 machte McSally öffentlich, während ihrer Dienstzeit vergewaltigt worden zu sein, was Die Welt als Einzug der MeToo-Debatte ins US-Militär bezeichnete. Nach ihrem Ausscheiden aus dem Militärdienst war McSally einige Zeit lang als Dozentin am George-C.-Marshall-Zentrum in Garmisch-Partenkirchen tätig.

## Politische Laufbahn

### Mitglied des US-Repräsentantenhauses
Im Jahr 2012 kandidierte McSally erfolglos in der Vorwahl ihrer Partei bei einer Nachwahl für den 8. Kongresswahlbezirk Arizonas. Bei der Wahl 2014 wurde sie im dortigen 2. Kongresswahlbezirk in das US-Repräsentantenhaus gewählt. Dabei schlug sie den Mandatsinhaber Ron Barber von der Demokratischen Partei knapp mit 49,81 zu 49,73 Prozent der Wählerstimmen (109.704 gegen Barbers 109.543). Am 3. Januar 2015 trat sie ihr Mandat im Kongress an. Sie gewann auch die Wahl 2016. Bei der Repräsentantenhauswahl 2018 wäre McSally auf die frühere demokratische Kongressabgeordnete Ann Kirkpatrick getroffen, kandidierte aber nicht wieder, sodass sie dort am 3. Januar 2019 ausschied.

### Kandidatur für den US-Senat
McSally gab Anfang November 2017 bekannt, sich statt für eine Wiederwahl bei der Vorwahl der Republikaner um die Kandidatur für den Senatssitz im November 2018 zu bewerben, den Jeff Flake aufgab. McSally galt als die Favoritin der Parteiführung und Geldgeber in Arizona, war allerdings mehrfach durch Kritik an Präsident Donald Trump aufgefallen. Ihre Konkurrentin Kelli Ward, die dem rechten Parteiflügel angehört, erhielt von Trump zustimmende Tweets und von Robert Mercer, einem Finanzier Trumps, 300.000 Dollar Unterstützung. Steve Bannon, der frühere Berater Trumps, ließ ankündigen, gegen McSally Wahlkampf zu betreiben, um diese „Anti-Trump-Kandidatin“ zu verhindern. Auch die konservativen Organisationen Club for Growth und FreedomWorks lehnten McSally ab. Dennoch setzte sich McSally, die sich im Wahlkampf Trump angenähert hatte, bei der Vorwahl am 28. August 2018 mit 52,9 Prozent der Stimmen durch.
In der Hauptwahl am 6. November 2018 traf McSally auf die als moderat geltende Demokratin Kyrsten Sinema. Die Wahl, durch die Arizona erstmals einen weiblichen Senator erhielt, wurde als völlig offen eingeschätzt. Nachdem McSally am Wahlabend in Führung gelegen hatte, geriet sie während der Auszählung in Rückstand und räumte ihre Niederlage am 12. November bei einem Rückstand von etwa 38.000 Stimmen (48,0 zu 49,7 Prozent) ein.

### Ernannte US-Senatorin
McSally wurde am 18. Dezember 2018 von Gouverneur Doug Ducey ernannt, als Interimssenatorin das Mandat des verstorbenen Senators John McCain zu übernehmen. Der zuvor ernannte Jon Kyl, der McCains Sitz ab September 2018 innegehabt hatte, schied Ende 2018 auf eigenen Wunsch aus dem Senat aus. Der Fraktionsvorsitzende der Republikaner im Senat, Mitch McConnell, hatte sich für McSally eingesetzt, die wegen ihrer Wahlniederlage, ihrer moderaten Positionen und wegen Bemerkungen über McCain während seiner tödlichen Krebs-Erkrankung bei mehreren Gruppen als umstritten galt. McSally wurde am 3. Januar 2019 vereidigt und vertrat mit Sinema Arizona im Senat.
Zur Senatswahl 2020 trat McSally in der Nachwahl für die restlichen zwei Jahre von McCains Mandat an. In der Vorwahl der Republikaner hatte sie sich zuvor durchgesetzt gegen den Geschäftsmann Daniel McCarthy, der ihr vorwarf, nicht konservativ genug und nicht loyal genug gegenüber Präsident Trump zu sein. McSally verlor ihren Sitz an den Demokraten und früheren Astronauten Mark Kelly, Ehemann von Gabrielle Giffords, die McSallys Kongressmandat zuvor bis 2011 innegehabt hatte.